# Liste der Kulturdenkmäler in St. Hanshaugen (Oslo)
Die Liste der Kulturdenkmäler in St. Hanshaugen (Oslo) enthält die vom Riksantikvaren gelisteten Kulturgüter im Osloer Stadtteil St. Hanshaugen. Nicht alle der gelisteten Kulturgüter stehen unter Denkmalschutz, können aber Teil eines denkmalgeschützten Ensembles sein oder ihre Veränderung muss mit dem Riksantikvaren abgesprochen werden. Die Denkmalnummer führt mit einem Link zur Beschreibungsseite kulturminnesøk des Riksantikvaren.

## Liste der Kulturdenkmäler in St. Hanshaugen
| Bild                         | Bezeichnung | Lage                                    | Art                                          | Datierung         | Beschreibung | Denkmal- nummer |
| ---------------------------- | --- | --------------------------------------- | -------------------------------------------- | ----------------- | --- | --------------- |
| BW                           | Gamle Aker – Akersberg Gruben | St. Hanshaugen Karte                    | archäologisches Denkmal: Bergwerk            | Mittelalter       | | 70419           |
| BW                           | Blåsen | St. Hanshaugen Karte                    | archäologisches Denkmal: Verteidigungsanlage | Ältere Eisenzeit  | Wallburg | 70420           |
| weitere Bilder               | Døvekirche (norw.: Døvekirken) | St. Hanshaugen Fagerborggata 12 Karte   | Bauwerk: Kirche                              | 1974              | Architekt: Bernt Heiberg | 84048           |
| weitere Bilder               | Fagerborg Kirche (norw.: Fagerborg kirke)                                                                                                   | St. Hanshaugen Karte                    | Bauwerk: Kirche                              | 1903              | Baustil: Jugendstil Architekt: Hagbarth Martin Schytte-Berg | 84109           |
| weitere Bilder               | Gamle Aker Kirche (norw.: Gamle Aker kirke)                                                                                                 | St. Hanshaugen Akersbakken 26 Karte     | Bauwerk: Kirche                              | 12. Jh.           | romanische Basilika aus Kalkstein, Anfang des 12. Jahrhunderts erbaut, 1592 durch einen Brand beschädigt, 1702 Blitzeinschlag, 1858–1861 restauriert | 84226           |
| weitere Bilder               | Lovisenberg Kirche (norw.: Lovisenberg kirke)                                                                                               | St. Hanshaugen Lovisenberggata 9 Karte  | Bauwerk: Kirche                              | 1912              | Baustil: Neo-Romanik mit neo-gotischen Stileinflüssen Architekt: Harald Aars | 84326           |
| weitere Bilder               | Markus Kirche (norw.: Markus kirke) | St. Hanshaugen Karte                    | Bauwerk: Kirche                              | 1927              | Baustil: nordischer Neobarock Architekt: Sverre Knudsen | 84399           |
| weitere Bilder               | Dreifaltigkeitskirche (norw.: Trefoldighetskirken)                                                                                          | St. Hanshaugen Akersgata 60 Karte       | Bauwerk: Kirche                              | 1850–1858         | Architekt: Alexis de Chateauneuf und Wilhelm von Hanno | 85664           |
| weitere Bilder               | Vestre Aker Kirche (norw.: Vestre Aker kirke)                                                                                               | St. Hanshaugen Ullevålsveien 117 Karte  | Bauwerk: Kirche                              | 1855              | Baustil: Neo-Gotik Architekt: Heinrich Ernst Schirmer | 85816           |
| weitere Bilder               | Gasthaus Stortorv (norw.: Stortorvets Gjæstgiveri)                                                                                          | St. Hanshaugen Grensen 1 Karte          | Bauwerk: Gaststätte                          | 18. Jh.           | | 86005           |
| Damstedet 1 Damstedet 3      | Damstedet 1 Damstedet 3 | St. Hanshaugen Damstedet 1/3 Karte      | Bauwerk: Wohngebäude                         | 18. Jh. / 19. Jh. | Die beiden Holzhäuser repräsentieren die Vorstadtbebauung Bergfjerdingens und wurden miteinander verbunden. Damstedet 1 ist ein zweigeschossiges Haus mit Seitenflügel. | 86139           |
| weitere Bilder               | Justisen | St. Hanshaugen Møllergata 15 Karte      | Bauwerk: Gasthaus                            | 1812              | Fassade im einfachen Empirestil | 86155           |
| weitere Bilder               | Hof Gjetemyren (norw.: Gjetemyren gård) | St. Hanshaugen Tåsenveien 2 Karte       | städtische Hofanlage                         | 18. Jh.           | drei denkmalgeschützte Häuser mit neuerem Stabbur (nicht geschützt), zweigeschossiges Haupthaus von 1755, eingeschossiges Gesindehaus, Anlage im Barock und Rokokostil, Gartenanlage im Stil der Renaissance                                                                                               | 86179           |
| Marienlyst                   | Marienlyst | St. Hanshaugen Blindernveien 10 Karte   | städtische Hofanlage                         | 1765              | Das Grundstück gehörte ehemals zum Hof Nedre Blindern. Das Landstück Fæhaugen wurde 1765 abgespalten und Hans Christian Jacobsen errichtete die Hofanlage Marienlyst. Das Haupthaus des Hofes wurde im Stil des 18. Jahrhunderts erhalten, doch das Land wurde aufgeteilt und die Nebengebäude abgerissen. | 86181           |
| weitere Bilder               | Bislet Bad | St. Hanshaugen Pilestredet 60 Karte     | Sport- und Freizeitanlage                    | 1765              | Baustil: Neo-Barock, Neo-Klassizismus Architekt: Harald Aars und Lorentz Harboe Ree | 101882          |
| Stadthaus Fredensborgveien 5 | Stadthaus Fredensborgveien 5 | St. Hanshaugen Fredensborgveien 5 Karte | Bauwerk: Stadthaus                           | 18. Jh.           | | 116022          |
| weitere Bilder               | Folketeatret | St. Hanshaugen Youngstorget 2 Karte     | Bauwerk: Theater                             | 1935              | Baustil: Funktionalismus / Moderne Architekt: Christian Morgenstierne og Arne Eide | 117814          |
| Polizei auf dem Løkkeberg    | Polizei auf dem Løkkeberg | St. Hanshaugen Geitmyrsveien 67 Karte   | Bauwerk: Wohnhaus                            | 18. Jh.           | | 118006          |
| weitere Bilder               | Liebeskarussell (norw.: Kjærlighetskarusellen)                                                                                              | St. Hanshaugen Stensparken Karte        | Bauwerk: öffentliche Einrichtung             | 1937              | Baustil: Funktionalismus / Moderne Architekt: Harald Aars | 122658          |
| weitere Bilder               | Kunstindustriemuseeum und Staatliche Kunst- und Handwerksschule Oslo (norw.: Kunstindustrimuseet, Statens håndverks- og kunstindustriskole) | St. Hanshaugen St. Olavs Gate 1 Karte   | Bauwerk: Museum, Lehranstalt                 | 19. Jh.           | | 135892          |
| weitere Bilder               | Park St. Hanshaugen | St. Hanshaugen Karte                    | Städtebau: Grünanlage                        | 1865              | steht nicht unter Denkmalschutz | 147244          |
| BW                           | Villa Ullvin | St. Hanshaugen Sognsveien 9a Karte      | Bauwerk: humanitäre Institution              | 1919              | Doppelhaus, ehemaliges Wohnhaus | 148673          |
| weitere Bilder               | Ullevål Krankenhaus (norw.: Ullevål sykehus)                                                                                                | St. Hanshaugen Kirkeveien 166 Karte     | Bauwerk: humanitäre Institution              | 19. / 20. Jh.     | | 148680          |
| Folkehelseinstituttet        | Folkehelseinstituttet | St. Hanshaugen Lovisenberggata 8 Karte  | Bauwerk: humanitäre Institution              | 20. Jh.           | | 151411          |

- Karte mit allen Koordinaten:
- OSM |
- WikiMap